# Большой Юг (приток Кильмези)
Большой Юг (Юг) — река в России, протекает в Кильмезском районе Кировской области. Устье реки находится в 55 км по левому берегу реки Кильмезь. Длина реки составляет 22 км, площадь водосборного бассейна — 114 км².
Исток реки в лесном массиве у деревни Кабачки (Малокильмезское сельское поселение) в 15 км к юго-западу от посёлка Кильмезь. Река течёт на север по лесной местности, протекает деревни Кабачки, Дуброва, Свет-Знание. Приток — Пикшинерка (правый). Впадает в Кильмезь чуть ниже посёлка Кильмезь.

## Данные водного реестра
По данным государственного водного реестра России относится к Камскому бассейновому округу, водохозяйственный участок реки — Вятка от водомерного поста посёлка городского типа Аркуль до города Вятские Поляны, речной подбассейн реки — Вятка. Речной бассейн реки — Кама.
По данным геоинформационной системы водохозяйственного районирования территории РФ, подготовленной Федеральным агентством водных ресурсов:
- Код водного объекта в государственном водном реестре — 10010300512111100039887
- Код по гидрологической изученности (ГИ) — 111103988
- Код бассейна — 10.01.03.005
- Номер тома по ГИ — 11
- Выпуск по ГИ — 1